# Sân bay Shabunda
Sân bay Shabunda (ICAO: FZMW) là một sân bay ở Shabunda, Cộng hòa Dân chủ Congo.